# I Medici
Az I Medici (Mediciék) Ruggero Leoncavallo négyfelvonásos operája, az opera szövegkönyvét maga Leoncavallo írta. A reneszánsz Firenzében, Lorenzo de' Medici udvarában játszódik, a Crepusculum című tervezett, de befejezetlen trilógia első részének szánták. Az opera ősbemutatója 1893. november 6-án volt a milánói Teatro Dal Vermében.

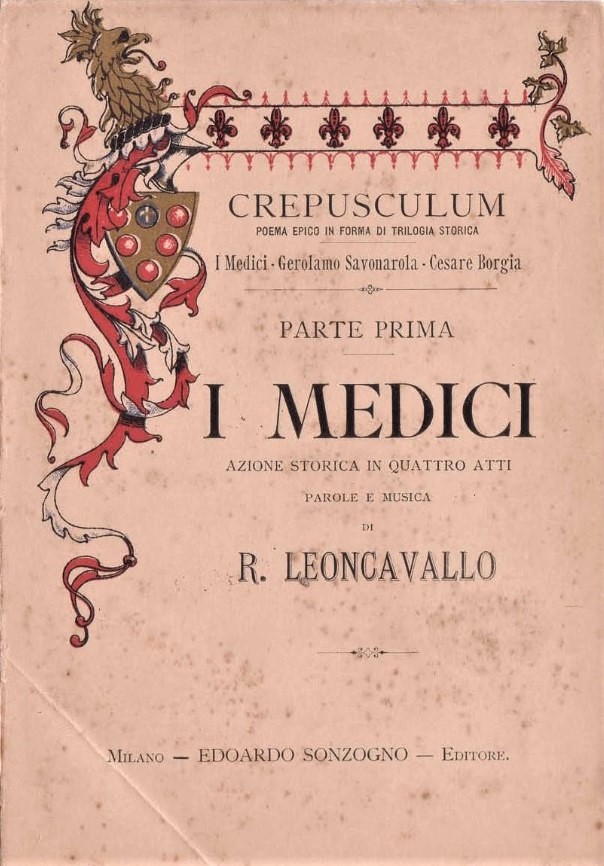
Az opera szövegkönyvének borítója

## Az opera háttere és bemutatása
Az I Medicit a Crepusculum című tervezett, de befejezetlen trilógia első részének szánta, a második és harmadik opera pedig a Savonarola és I Borgia címet kapta. A „Crepusculum” szó latinul „szürkületet” jelent, ami Richard Wagner A Nibelung gyűrűje című tetralógiájának hatását jelzi (amelynek negyedik része Az istenek alkonya). A fennmaradó két opera soha nem készült el. Leoncavallo egy "epikus költeményt" akart létrehozni a színpadra. A premierről szóló egyik korabeli kritika azonban így szólt:
„Az I Mediciben egy olyan történelmi operával van dolgunk, mint amilyent már sokszor készítettek, és ezután is készülni fog ... [de] sem egy korszakot, sem egy valósághűen életre keltett szereplőgárdát nem kapunk; egyszóval nincs meg Wagner mitológiai trilógiájának az az emberi megfelelője, amelyre Leoncavallo célzott.”
A premier a milánói Teatro Dal Vermében volt 1893. november 9-én. A maga korában nem volt sikeres, és soha nem vált a standard repertoár részévé.

## Szereplők
| Szerep                                | Hangnem        |
| ------------------------------------- | -------------- |
| Giuliano de' Medici                   | tenor          |
| Lorenzo de' Medici                    | bariton        |
| Simonetta Cattanei                    | drámai szoprán |
| Fioretta de' Gori                     | lírai szoprán  |
| Giambattista da Montesecco            | basszus        |
| Francesco de' Pazzi                   | basszus        |
| Bernardo Bandini Baroncelli kereskedő | tenor          |
| Agnolo (Angelo) Ambrogini Poliziano   | bariton        |
| Francesco Salviati Riario Pisa érseke | basszus        |
| Simonetta édesanyja                   | mezzoszoprán   |

## Az opera cselekménye
Az opera a reneszánsz Olaszországban játszódik, és a Medici családra és a Pazzi-összeesküvésre összpontosító intrikákra vonatkozik. Giuliano de' Medici szereti Simonetta Cattaneit, aki megpróbálja figyelmeztetni őt a családja elleni összeesküvésre. Ám Montesecco, V. Szixtusz pápa által bérelt gyilkos megöli. Giulianót az összeesküvők megölik, de Lorenzo de' Medici megszökik Poliziano költő segítségével. Ezután elnyeri az emberek támogatását, akik meglincselik az összeesküvőket.